# Bjurtjärnen (Bjursås socken, Dalarna)
Bjurtjärnen är en sjö i Falu kommun i Dalarna och ingår i Dalälvens huvudavrinningsområde. Sjön har en area på 0,055 kvadratkilometer och ligger 339,2 meter över havet.

## Delavrinningsområde
Bjurtjärnen ingår i det delavrinningsområde (674111-148259) som SMHI kallar för Inloppet i Ärten. Medelhöjden är 310 meter över havet och ytan är 6,19 kvadratkilometer. Det finns inga avrinningsområden uppströms utan avrinningsområdet är högsta punkten. Kvarnån som avvattnar avrinningsområdet har biflödesordning 5, vilket innebär att vattnet flödar genom totalt 5 vattendrag innan det når havet efter 247 kilometer. Avrinningsområdet består mestadels av skog (79 procent). Avrinningsområdet har 0,16 kvadratkilometer vattenytor vilket ger det en sjöprocent på 2,6 procent.